# Граф Шрусбері
Граф Шрусбері (англ. Earl of Shrewsbury) — англійський дворянський титул. Сьогодні є найстарішим серед дворянських титулів Англії.

## Історія титулу
Вперше титул графа Шрусбері виник у 1075 р., скоро після нормандського завоювання, коли король Вільгельм Завойовник передав Роджеру Монтгомері територію уздовж кордону з центральним Уельсом (сучасний Шропшир) з титулом графа Шрусбері. Шропширська марка стала одним з найважливіших елементів оборонної системи на кордоні з валійськими королівствами. Але вже у 1102 р. титул графа Шрусбері і пов'язані з ним володіння у верхів'ях Северну та Ді були конфісковані королем Генріхом І за участь Роберта Монтгомері, 3-го графа Шрусбері, у спробі скинення короля нормандським герцогом Робертом Куртгезом.
Друга креація титулу графа Шрусбері сталась у 1442. Цей титул було надано Джону Талботу, однуму з найталановитіших полководців кінця Столітньої війни. У 1446 Джон Талбот також отримав ірландський титул графа Вотерфорда та спадковий титул лорда-стюарта Ірландії. Відтоді титули графа Шрусбері та графа Вотерфорда залишаються об'єднаними. На сьогоднішній день нащадки Джона Талбота продовжують носити цей титул, що робить їх володарями найстаріших графських титулів в Англії та Ірландії серед сучасного дворянства Великої Британії графського рангу (герцоги Норфолк та Лейнстер володіють давнішими титулами графа Ерандел та Кілдер відповідно). У 1694 р. Чарльз Талбот, 12-й граф Шрусбері, отримав також титул герцога Шрусбері, але з його смертю у 1718 р. цей титул перестав існувати.
Сучасні графи Шрусбері та Уотерфорд мають також титули граф Талбот та віконта Інгестре, створені у 1784 р. для іншої гілки роду Талботів, а також титул барона Талбота з Хенсоля, створений у 1733. Ці три титули належать до дворянства Великої Британії, тоді як титул Графа Шрусбері належить до дворянства Англії, а титул графа Уотерфорда — до дворянства Ірландії.
Графи Шрусбері мають право брати участь у коронації британського монарха та під час церемонії носять білий ціпокк символ посади лорда-стюарта Ірландії.

## Список графів Шрусбері

### Графи Шрусбері, перша креація (1075)
- Роджер де Монтгомері, 1-й граф Шрусбері (1075—1094);
- Х'юг де Монтгомері, 2-й граф Шрусбері (1094—1098), син попереднього;
- Роберт де Монтгомері, 3-й граф Шрусбері (1098—1102), брат попереднього; титул конфискований у 1102 р.

### Графи Шрусбері, друга креація (1442)
- Джон Талбот, 1-й граф Шрусбері (1442—1453);
- Джон Талбот, 2-й граф Шрусбері (1453—1460);
- Джон Талбот, 3-й граф Шрусбері (1460—1473);
- Джордж Талбот, 4-й граф Шрусбері (1473—1538);
- Френсіс Талбот, 5-й граф Шрусбері (1538—1560);
- Джордж Талбот, 6-й граф Шрусбері (1560—1590);
- Джильберт Талбот, 7-й граф Шрусбері (1590—1616);
- Едвард Талбот, 8-й граф Шрусбері (1616—1617);
- Джордж Талбот, 9-й граф Шрусбері (1617—1630);
- Джон Талбот, 10-й граф Шрусбері (1630—1654);
- Френсіс Талбот, 11-й граф Шрусбері (1654—1667);
- Чарльз Талбот, 1-й герцог и 12-й граф Шрусбері (1667—1718);
- Джильберт Талбот, 13-й граф Шрусбері (1718—1743);
- Джордж Талбот, 14-й граф Шрусбері (1743—1787);
- Чарльз Талбот, 15-й граф Шрусбері (1787—1827);
- Джон Талбот, 16-й граф Шрусбері (1827—1852);
- Бертрам Артур Талбот, 17-й граф Шрусбері (1852—1856);
- Генри Джон Четвінд-Талбот, 18-й граф Шрусбері, 3-й граф Талбот (1856—1868);
- Чарльз Джон Четвінд-Талбот, 19-й граф Шрусбері, 4-й граф Талбот (1868—1877);
- Чарльз Генрі Джон Четвінд-Талбот, 20-й граф Шрусбері, 5-й граф Талбот (1877—1921);
- Джон Джордж Чарльз Генрі Елтон Александер Четвінд-Талбот, 21-й граф Шрусбері, 6-й граф Талбот (1921—1980);
- Чарльз Генрі Джон Бенедикт Крофтон Четвінд Четвінд-Талбот, 22-й граф Шрусбері, 7-й граф Талбот (с 1980).

Спадкоємець: Джеймс Четвінд-Талбот, віконт Інгестре (народ. у 1978 р.).